# Karol Józef Habsburg (1649–1664)
Karol Józef Habsburg, niem. Karl Joseph von Habsburg, cz. Karel I. Josef Habsburský (ur. 7 sierpnia 1649 w Wiedniu, zm. 27 stycznia 1664 w Linzu) – wielki mistrz zakonu krzyżackiego koadiutor w 1661–1664, biskup pasawski w 1662–1664, wrocławski i ołomuniecki w 1663–1664, arcyksiążę Austrii.

## Życiorys
Był synem cesarza Ferdynanda III i Marii Leopoldyny. Przeznaczony do stanu duchownego w młodym wieku, wybrany został biskupem wrocławskim, biskupem ołomunieckim i biskupem pasawskim (1663). W 1661 wyznaczony został na koadiutora dla wielkiego mistrza Leopolda Wilhelma Habsburga. Z uwagi na małoletniość nie mógł wstąpić do zakonu ani sprawować funkcji biskupich. Dopiero w 1662 w wyniku mediacji cesarza Leopolda I papież Aleksander VII udzielił dyspensy. Nie uregulowano jednak kwestii związanych z przejęciem urzędu wielkiego mistrza przez Karola Józefa Habsburga. Gdy Leopold Wilhelm Habsburg nagle zmarł w 1662, zakon pozostał bez wielkiego mistrza. W krytycznej sytuacji braku zwierzchnika postanowiono uznać prawa do sukcesji małoletniego Karola Józefa Habsburga i powołano Dyrektorium, na którego czele stanęli trzej niemieccy komturzy krajowi. Nadzwyczajny zarząd w praktyce przejął wszystkie kompetencje i funkcjonował w zastępstwie wielkiego mistrza.
Karol Józef Habsburg był chorowitym dzieckiem i nie odegrał znaczącej roli. W biskupstwach zastępowali go biskupi pomocniczy. Nie dożył pełnoletniości i tym samym nigdy nie został oficjalnie wielkim mistrzem zakonu krzyżackiego oraz nie otrzymał święceń kapłańskich. Zmarł po długiej chorobie w 1664 i został pochowany w kościele kapucynów w Wiedniu.